# Diaethria platytaenia
Diaethria platytaenia is een vlinder uit de familie Nymphalidae. De wetenschappelijke naam van de soort is voor het eerst geldig gepubliceerd in 1921 door Johannes Karl Max Röber.